# Metoda Espresso
Metoda Espresso – heurystyczna metoda minimalizacji funkcji logicznych. Została wymyślona w IBM przez Roberta Braytona. W 1989 Richard L. Rudell opracował ESPRESSO-EXACT pozwalające uzyskać dokładne rozwiązanie zadania minimalizacji powierzchni.